# 동국대학교 사범대학 부속고등학교
동국대학교 사범대학 부속고등학교(東國大學校師範大學附屬高等學校)는 대한민국 서울특별시 동대문구 장안동에 있는 사립 고등학교이다.

## 학교 연혁
- 1947년 6월 24일 : 흥국 공업초급중학교 설립 인가 (재단법인 조선체신사업협회)
- 1957년 2월 9일 : 흥국고등학교 설립인가
- 1966년 12월 30일 : 학교법인 동국학원에서 인수 경영
- 1970년 9월 1일 : 동국대학교 사범대학 부속고등학교로 교명 변경
- 1979년 2월 17일 : 동대문구 장안벚꽃로 201, 현 교사로 이전(대지 8,000평, 본관 3,075평, 체육관 857평)
- 2004년 6월 12일 : 학교법인 동국학원을 학교법인 동국대학교로 법인 명칭 변경
- 2017년 6월 23일 : 동국자기주도학습실 증축·준공(350석 규모)
- 2021년 2월 9일 : 제62회 졸업식(졸업생 누계 30,202명)
- 2023년 3월 2일 : 제42대 이사장 돈관 큰스님 취임
- 2023년 3월 2일 : 제25대 교장 김경오 취임

## 참고 자료
- 동국대학교 사범대학 부속고등학교 - 한국교육학술정보원 학교알리미